# Rebbjergskov
Rebbjergskov (på tysk Rehbergholz eller Rehberger Wald) er navnet på en bebyggelse og et større skovområde på 194 ha i det nordlige Tyskland, beliggende i Midtangel i Sydslesvig. Skoven består overvejende af løvblandingskov med bøg, eg og lind. Der er også arealer med overdrev og højmoser. Desuden snegler sig et lille vandløb (Ølsby Å≈Ülsbyer Au) gennem skoven. Området udgør en del af det jyske vandskel mellem Vesterhavet og Østersøen.En del af skoven (omtrent 13 % svarende til 25,36 ha) skal fremover udvikle sig som naturskov uden skovdrift. Skovområdet er af hovedvejen mellem Satrup og Ølsby delt i en sydvestlig del (Svendholt≈Schwennholz) og en nordøstlig del (Sønderskov≈Süderholz). Hele skovområde er fredet i henhold til EU's habitatdirektiver som habitatområde (Fauna-Flora-Habitat-Gebiet Rehbergholz und Schwennholz).
Skoven var i den danske tid (før 1864) dansk-kongelige domæneskov på omtrent 300 tdr. land og hørte som Svendholt-Rebbjergskov administrativt under den første gottorpske skovriderdistrikt. Skoven ejes i dag af Slesvig-Holstens skovstyrelse (Schleswig-Holsteinischen Landesforsten). Stednavnets første led er afledt af dansk rev for en langstrakt bjerg (sml. rev).
Skoven er omgivet af Hegnebjerg (Heineberg), Esmark og Rebbjerg (Rehberg) i nord, Egebjerg (Ekeberg) i øst, Torsskjeld (Tordschell) i syd og Bøndesbøl (Bunsbüll) og Hegemose i vest. Skoven indeholder en række afmærkede stier, ridestier og veje.
I skoven ligger seks stendysser fra stenalderen. Mest kendt er langdyssen Pinnesgrav, hvor folk fra de omliggende landsbyer holdt op til 1900-tallet hvert år pinsefest. Ifølge folkelegenden skulle stendyssen være røverhøvding Pinnes grav. .
Den danske jurist og politiker Henning Matzen (1840-1910) er født i Rebbjergskov. Hans bror Matz Matzen (31. maj 1830 - 3. dec. 1907) virkede som dansk lærer og pædagog.